# Mihail Kogălniceanu (Șuțești), Brăila
Mihail Kogălniceanu este un sat în comuna Șuțești din județul Brăila, Muntenia, România.
Satul este așezat pe DN22, la kilometrul 40 între Brăila și Râmnicu Sărat. Din punct de vedere administrativ aparține de comuna Șuțești. 
În sat se află o biserică, trei magazine și o școală primară. Biserica, cu hramul Sfânta Treime, este situată pe partea dreaptă la intrarea în sat din direcția Brăila - Râmnicu Sărat.
De puțin timp în sat s-au făcut lucrări de modernizare a serviciilor, mai precis localitatea a fost branșata la o rețea de apă curenta din zonă, în următorii ani fiind planificată și racordarea la gaze. În ultimul timp a fost făcut un efort important din partea conducătorilor comunei Șuțesti, pentru a spori calitatea drumurilor din Mihail Kogalniceanu, pe principalele artere fiind adăugat un strat considerabil de piatra.
Populația
Satul Mihail Kogalniceanu are o populație de 408 locuitori (recensământ anul 2002) repartizata astfel pe grupe de vârste: 
•0–14 ani.....54 de persoane.....13,7
•15–59 ani....199 de persoane.....50,4
•>60 ani.....142 de persoane.....35,9

Așezarea este formată din 132 de locuințe, numărul mediu de persoane dintr-o gospodărie fiind aproape de 3. Aproximativ 95% din populația ocupată își câștigă existenta din agricultură, restul de 5% lucrând în construcții, ca vânzători sau funcționari.